# Fu (znak)

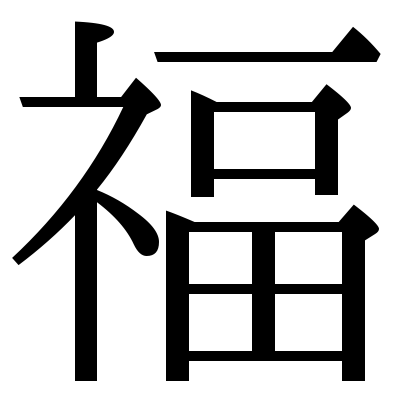
Znak fu 福

Znak fu (福) je jedním z nejběžněji viděných čínských znaků. Význam znaku je „požehnání“ a „štěstí“, což ztělesňuje touhu lidí po šťastném životě a lepší budoucnosti. Jako dekorace se objevuje na dveřích, plakátech, lucernách, obrazech, hrncích, zvonkohrách a na dalších předmětech a místech. Představuje také Boha štěstí (Fu), který je součástí šťastné božské trojice Fu, Lu a Šou (Bohové štěstí, prosperity a dlouhého života).

## Svátky jara

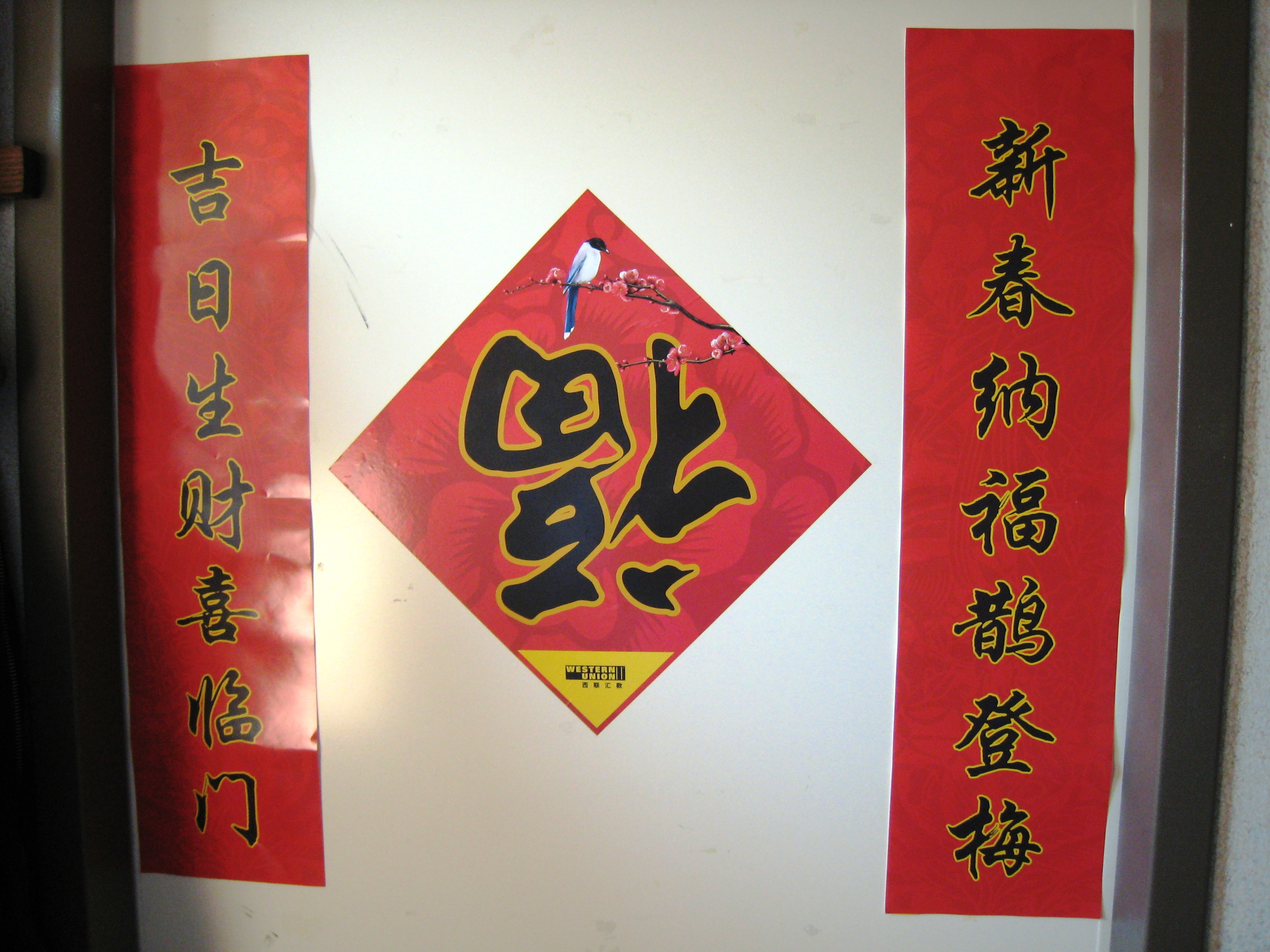
Obrácený znak fu 福

Věšet znak fu na dveře během oslav Svátků jara je tradičním čínským zvykem. Během Svátků jara se však znak fu lepí na dveře vzhůru nohama. Souvisí to s čínskou slovní hříčkou: znak 倒, tao, který znamená „obrátit se/něco vzhůru nohama“, má stejnou výslovnost jako znak 到 tao, který znamená „přijít, dorazit“; fráze „fu tao“, „fu je vzhůru nohama“ proto zní stejně jako „fu tao“, „štěstí přichází“.
Není vhodné lepit fu vzhůru nohama kamkoliv. V některých případech, jako je třeba nádrž na vodu, odpadkový koš, skříň v domě, stodola, či kotec pro prasata, je lepší lepit fu správným směrem. Lidé nechtějí vyprázdnit svou nádrž na vodu, sklad ani chlévy a kotce.
Znak je často malován zlatou barvou doprostřed červeného papíru ve tvaru čtverce.

## San-sing

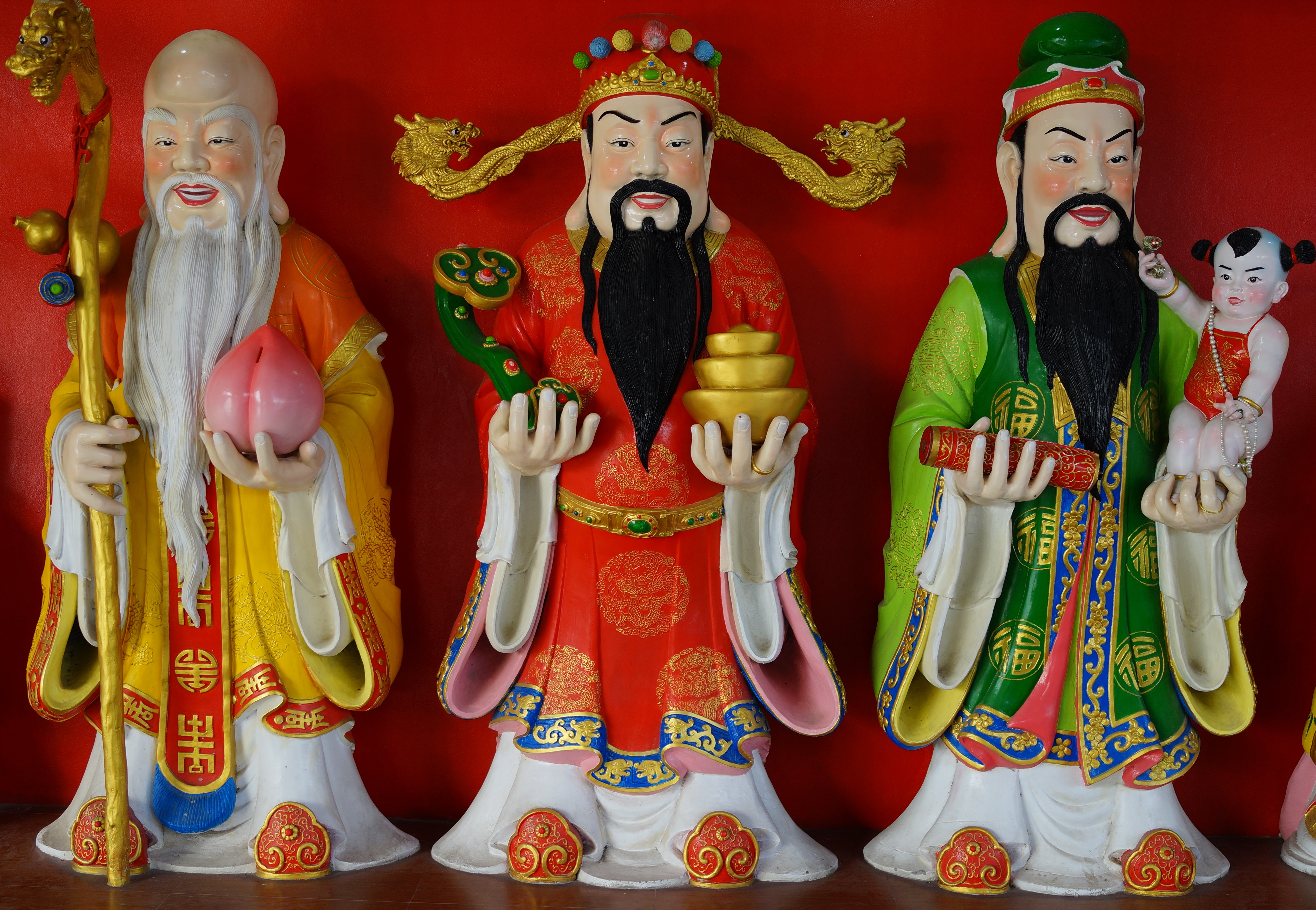
Tři bohové San-sing v čínském chrámu

Bohové Fu, Lu a Šou jsou shrnováni do trojice San-sing (三星, doslova „Tři hvězdy“) jsou trojicí božstev, představující štěstí, prosperitu a dlouhý život. Každý z těchto tří bohů je zodpovědný za konkrétní štěstí, které čínská astrologie používá při definování životního osudu jednotlivce. Jsou vždy vystavováni pohromadě a ve správném pořadí v řadě vedle sebe. Podle pravidel by sošky San-sing neměly být umístěny do kuchyně, ložnice či koupelny. Také nemají být pokládány na zem, naproti dveřím či oknu. Vždy musí být otočeny čelem do pokoje, ne z pokoje ven.
Bůh štěstí Fu vládne nad Jupiterem. Bývá zobrazován s dítětem nebo svitkem, někdy s obojím. Dítě je symbolem štěstí, které se předává z jedná generace na druhou, zatímco svitek je symbolem vzdělání a znalostí.

## Ve spojení se zvířaty

### Netopýři
Čínské slovo pro netopýra je také fu (蝙), má tedy stejnou výslovnost jako slovo štěstí. Proto motto fu c’ tchien laj (蝠子天来), jehož překlad je „netopýři sestupují z nebe“, znamená také „ať na vás sestoupí štěstí“. Pokud jsou na balení dárku vyobrazeni dva netopýři, znamená to vše nejlepší a mnoho štěstí. Netopýry na dárcích pro novomanžele často doprovázejí také dva motýli, symboly manželské blaženosti.
V asijské kultuře jsou netopýři důležitým znakem, vyvolávají silné pozitivní emoce. Netopýři jsou také někdy prezentováni na čínském textilu či keramice jako 100 letících netopýrů.

### Ryby
Ve spojení s dvěma rybami znamená fu štěstí z hlediska hojnosti. Hojnost ryb v rybářské síti byla známkou štěstí, jelikož v minulosti bylo přežití lidí založeno na dostatečném množství jídla.

### Drak a fénix
Fu mezi drakem a fénixem má z hlediska mužského a ženského aspektu zvláštní význam. Drak tradičně symbolizuje mužský aspekt ve vztahu k vládci, jako je například císař či král. Fénix na druhou stranu reprezentuje ženský aspekt, a to například královnu nebo císařovnu.
Fu ve spojení s drakem a fénixem znamená rozdávání štěstí lidem. Vyšší božské bytosti jsou symbolickým držitelem tohoto štěstí a sdílejí ho oplátkou za úctu, kterou jim lidé projeví.